# Димитрій Солунський (мозаїка)
 Димитрій Солунський (мозаїка 12 ст.) — унікальна пам'ятка мозаїчного мистецтва початку 12 ст., створена візантійським художником для оздоби Михайлівського Золотоверхого собору в місті Київ. 

## Історія
Храм на честь Архангела Михаїла замовив князь Святополк II Ізяславич, онук Ярослава Мудрого, хрещений під ім'ям Михаїл. Михайлівська церква виникла в період 1108—1113 рр. на місці Димитрівського монастиря, створеного за князювання ще його батька. Споруда мала також сакральне і містобудівне значення, бо Архангел Михаїл був оголошений небесним покровителем Києва, а силует нового храму перегукувався з величною Київською Софією, розташованою неподалік. Вже тоді літопис називав церкву золотоверхою через прикрашений золотом (замість свинцю) дах. У 12 столітті монастир і храм став князіською усипальницею. Первісно це була хрещата за планом споруда, з хорами і з трьома гранчатими абсидами. Церкву вінчала єдина баня, прикрашена золотом, звідки і її назва. Князівський храм був розкішно прикрашений мозаїками в комбінації з більш дешевими фресками, мав мармурову вівтарну огорожу та підлогу, викладену червоним шифером із мозаїчними візерунками. Проведені розкопки сприяли віднайденню ще чотирьох мармурових капітелей, первісне розташування яких невідоме.
Храм менше постраждав від монгольської навали 1240 року, ніж Софія Київська, але був пограбований 1482 року під час захоплення міста кримським ханом Менгі Гиреєм. Грамота від 1523 року зафіксувала вкрай занедбану і спустошену Михайлівську церкву.
Згодом церкву збільшили за рахунок прибудов (каплиці Св. Варвари та Св. Катерини). Вона отримала декор і декілька нових бань у стилі українського бароко. Помилки будівників і осідання ґрунтів під прибудовами спричинили відхилення мурів старовинної церкви від її центру та руйнацію склепінь. Храм пішов тріщинами. За архімандрита Сільвестра (1740-1746) були терміново проведені відновлювальні та захисні роботи: наново перекладені склепіння, вибудувано дванадцять контрфорсів з усіх боків храму, окрім східного, наново відремонтована баня. Низька якість робіт провінційних майстрів сприяла знищенню багатьох фресок і декотрих мозаїк. 
Дзвіницю монастиря вибудували на початку 18 ст. (1716-1720 роки). За єпископа Мелетія та його спадкоємця Кирила (1828 — 1835 роки) залишки збряклих і пошкоджених фресок були поновлені олійними фарбами, що збільшило їх пошкодження. Стінописи наново вкрили оліфою в 1880-ті роки та відновили всі частини блакитного тла. 
Вівтарна частина Михайлівського храму була прикрашена мозаїками на зразок Софії Київської і практично повторювала її композицію. Конху прикрашала Богородиця в позі Оранти, а нижче Євхаристія та Святительський чин. Унікальною особливістю храмового інтер'єру були вісім додаткових постатей апостолів та постаті Св. Стефана та Св. Димитрія Солунського на стовпах на висоті, відповідній Євхаристії, відтворені мозаїкою. У 18 столітті Богородиця в позі Оранти була знищена, а рештки мозаїк нижче збереглися. Таким і зберігся храм на початок трагічних для архітектурної пам'ятки 1930-х років.

## Висадження в повітря і збережені рештки

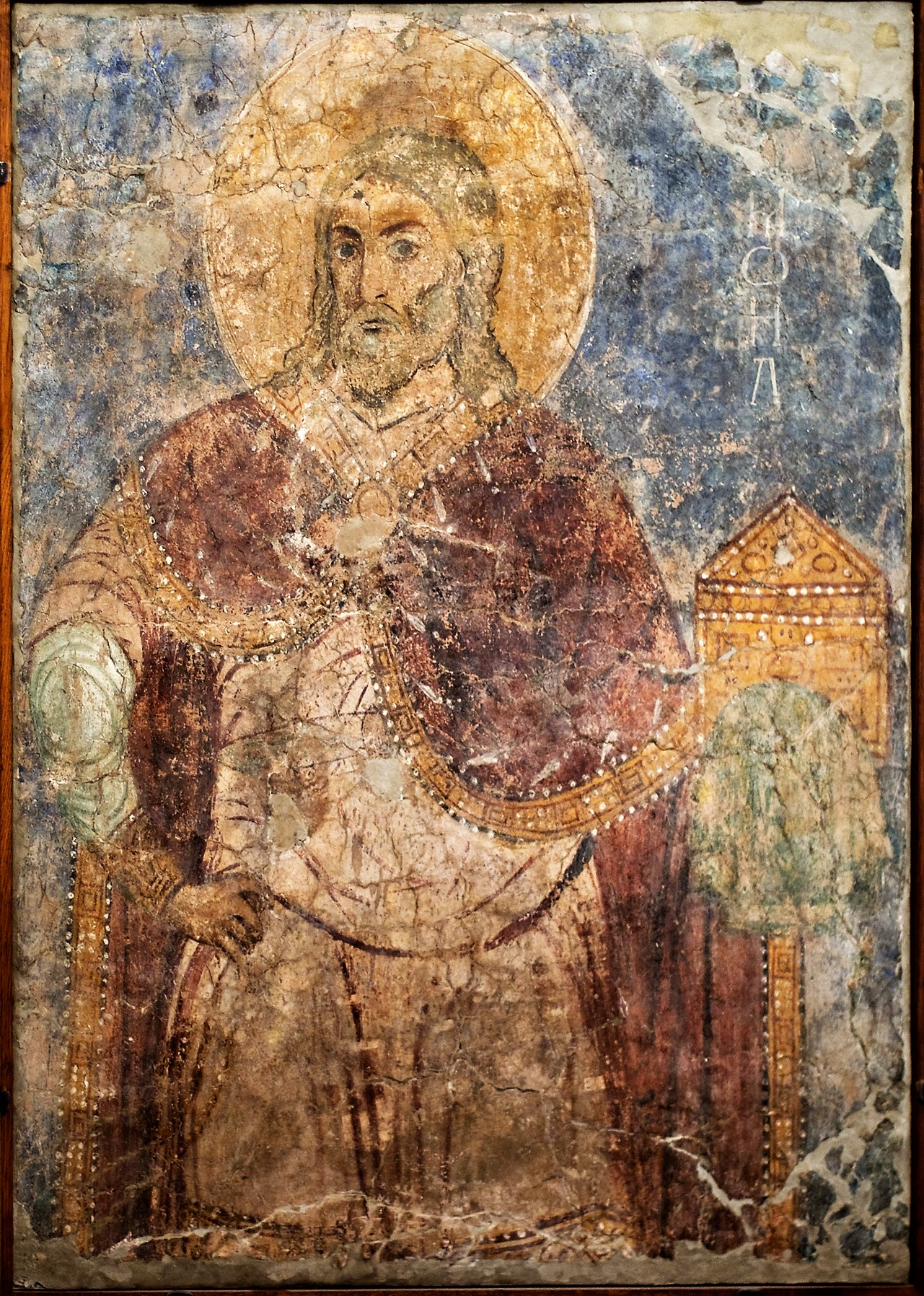
Пророк Самуїл. Фреска з Михайлівського Золотоверхого собору в Києві, 1112 р. Російський музей, Санкт-Петербург.

1919 року проведена конфіскація храмового майна, золотого і срібного посуду, всіх коштовностей (більшість яких розкрадена). У 1920-ті Михайлівський монастир було зачинено. Приміщення використали під гуртожитки для чиновництва, червоноармійців, пролетаріату, студентів, частка перетворена на комори та склади. Для створення нового урядового центру поневоленої України більшовики обрали Старокиївську гору, де стояв монастир. Це вирішило його долю і монастир почали нищити. Більшовики проігнорували спротив і протести науковців, більшість яких була невдовзі репресована (Макаренко Микола Омелянович, Федір Ернст , Іполіт Моргилевський). Але на швидке дослідження храму і часткове рятування деяких мозаїк та фресок було дано лише дев'ять місяців. Серед знятих і врятованих фреска з напівфігурою пророка Самуїла (на 2012 р. — Російський музей, Санкт-Петербург), фреска Св. Микола, мозаїки «Св. Стефан» і «Св. Димитрій Солунський», мозаїка «Євхаристія», «Стефан і Фаддей», частина фрески «Благовіщення», фрагменти малих фресок з орнаментами(чотири з яких повернуті зі збірок Ермітажу). Було врятовано всього сорок п'ять (45) квадратних метрів мозаїк (роботи провели мозаїчіст Фролов Володимир Олександрович та Дмитро Киплик). Частина мозаїк осипалась. Зібрано біля ста кілограмів (100 кг) смальт 12 століття, до яких приєднана і частка знайдених пізніше під час розкопок.
У 1930-ті почалося розпорошення знятих мозаїк і фресок: частина передана в російський музей Києва, згодом в Москву, Санкт-Петербург і Великий Новгород. Дві шиферні плити з рельєфами вершників 12 ст. передані до Третьяковської галереї, аналогів яких на той час Київ не мав. Собор був остаточно висаджений у повітря 1935 року в період проведеної сталінським урядом Безбожної п'ятирічки(1932-1937 рр.)

## Іконографія Димитрія Солунського
Легендарний життєпис Димитрія Солунського здатен здивувати нісенітницями і протиріччями. За церковною легендою, чоловік походив з аристократії, але був таємним прихильником християнства. Отримав посаду військового намісника в Салоніках від імператора-язичника і використав повноваження для зміцнення забороненого на той час християнства, чим порушив наказ імператора (тобто пішов на державну зраду). Відомий як очільник спротиву військовому наступу слов'ян на імперію, хоча не зафіксоано жодної значущої перемоги Димитрія як вояка. Загинув мученицькою смертю як державний зрадник, за що обожнений прибічниками невизнаного на той час християнства. Дивним чином став святим вояком, не маючи в досвіді жодної значущої перемоги. Користь від діяльності святого вояка Димитрія лежить не в військовій справі(де він не був авторитетом чи видатним полководцем), а в християнських чеснотах перемагаючого античний світогляд нового, жорстокого віровчення.
Не менш дивна популярність святого у східних слов'янських князів, представників яких грецький святий нищив під Салоніками. Про популярність Димитрія Солунського свідчить безліч фресок та ікон, яких було ще більше з урахуванням знищених зображень. На честь Димитрия були названі первістки-хлопці декількох давньоруських і московських князів, нащадки престолу (найбільш відомий Димитрій, син Івана Грозного, убитий у місті Углич). Це ще одне свідоцтво туманних тлумачень історичних подій очільниками грецького християнства і повної необізнаності в богословських питаннях навіть привілейованих представників слов'янських князів.

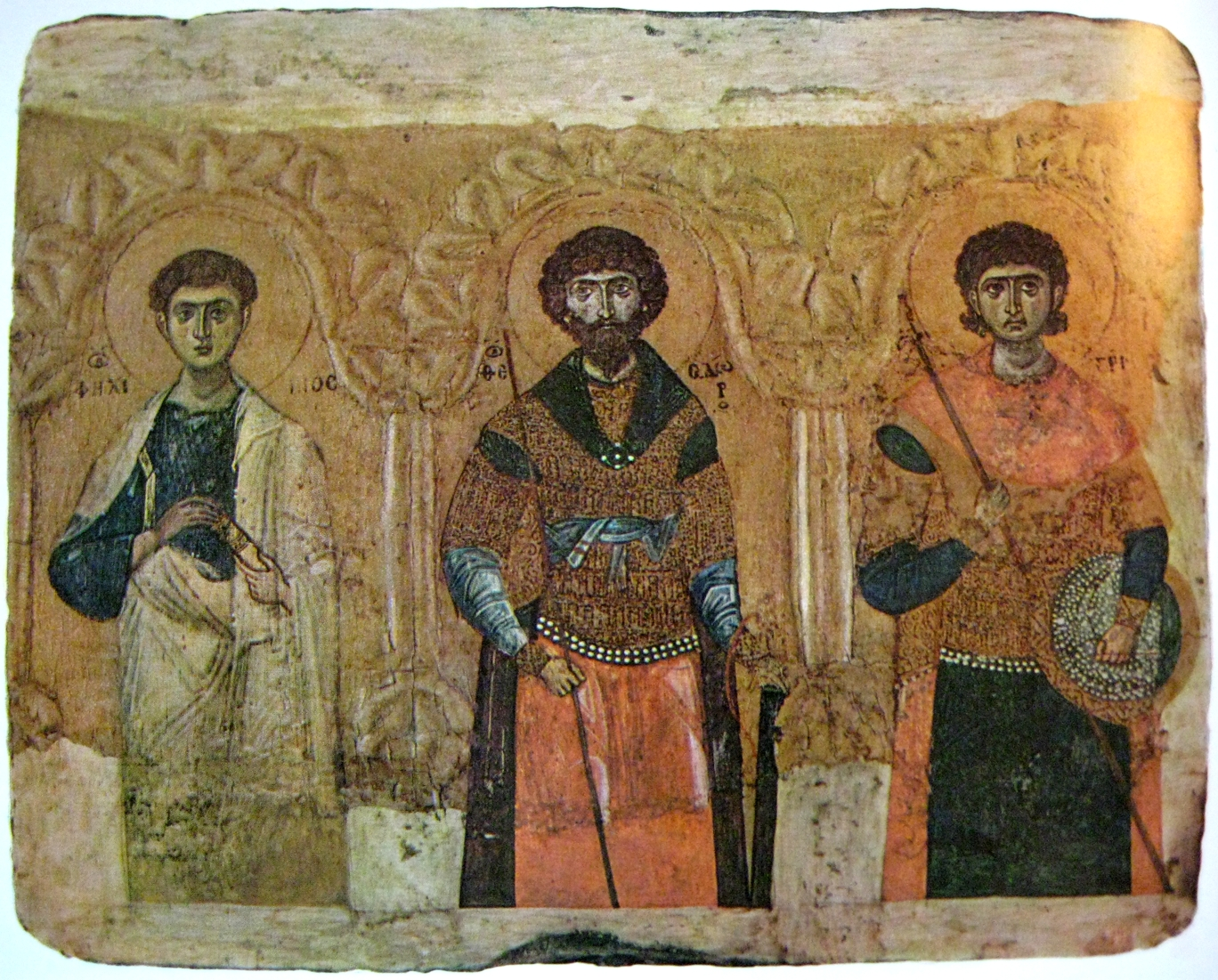
Св. Філіп, Теодор і Димитрій Солунський (крайній праворуч)

## Вивіз до Москви
1938 року на виставку давньоруського мистецтва в Москву вивезли мозаїку «Святий великомученик Димитрій Солунський» та фреску «Святий Миколай». По закінченню виставки твори були передані до Третьяковської галереї. В Україну нібито передані якісь картини українських митців, але їх кількість не оприлюднена. До того ж не зрозуміло, чи відповідала мистецька вартість тих картин рівню мозаїки і фрески 12 століття.

## Опис твору
Невідомий автор мозаїки знав тільки вимоги до зображення святого вояка і лише дозволений церквою переказ життєпису (тобто укладався в тогочасну цензуру). Тому наділив зображення всіма рисами ідеального візантійського вояка: високим зростом, молодістю (про що свідчить юнацька борідка), розкішними обладунками. На високий стан особи вказували дорогі лицарські обладунки, чудова зброя і коштовний плащ із золотим візерунком. Особливу увагу невідомий художник-мозаїчист приділив обличчю: воно створене з більш дрібних смальт і природних камінців, ніж решта навколо. Живість зображення підсилена скошеним вбік поглядом (досить розповсюджений засіб тогочасних візантійських митців). Обличчя модульоване пробілами на лобі та щоках, природні кольори нагадують рожеві щоки й вуста. Ідентифікації святого допомагає каліграфічний напис. Збереженість мозаїки надзвичайно висока, враховуючи вік її створення і трагічну долю архітектурної пам'ятки, де вона перебувала. Мистецька вартість мозаїки переважає низку тотожних пам'яток 12 століття і має визнану світову славу унікального твору мистецтва.